# Eurasia (revista)
Eurasia es una revista italiana de geopolítica, de periodicidad trimestral, que fue fundada en 2004. Es publicada por la editorial Edizioni all'Insegna del Veltro de Parma y su director es Claudio Mutti.

## Línea editorial
"Eurasia" indica como objetivo propio el de «promover, estimular y difundir la investigación y la ciencia geopolítica en el ámbito de la comunidad científica nacional e internacional, así como sensibilizar acerca de las temáticas eurasiáticas al mundo político, intelectual, militar, económico y de la información».  Su perspectiva no corresponde sólo a las relaciones internacionales  en sentido estricto sino que trata de «llamar la atención de los especialistas sobre la importancia de la unidad espiritual de Eurasia» aunque la revista afirma que no representa «ninguna orientación académica particular». Además, esta se propone publicar «análisis acerca de la geoeconomía, como nueva ciencia autónoma respecto a la geopolítica, y de la geofinanza, con el fin de identificar las metodologías que animan las estrategias económicas y financieras a escala planetaria (tanto de las naciones dominantes como de los grandes centros de poder económicos) y las oportunidades que pueden surgir para las naciones más débiles; no se omitirán tampoco estudios ni reflexiones sobre el delicado tema de la seguridad interpretado según los criterios de la geoestrategia».

## Estructura
Cada número de la revista está compuesto por 250 páginas aproximadamente y está formado por cinco secciones: Editorial, Continentes (ensayos  de distintos temas), Dossier (conjunto de ensayos dedicados a un tema específico para cada número), Entrevistas y Recensiones. Otros muchos artículos –originales, traducciones exclusivas o selecciones de Internet –generalmente más breves que los de la revista, son publicados en su sitio.

## Seminarios y conferencias
La revista organiza conferencias por toda Italia. Desde el 2008 estas se enmarcan en programas específicos, ciclos anuales de “Seminarios de Eurasia”.

## Crítica
En noviembre de 2011 Stefano Bonilauri, curador de una colección por Edizioni all'Insegna del Veltro de Caludio Mutti, fue a Siria por cuenta del Coordinamento Progetto Eurasia (Coordinativo Proyecto Eurasia), que el periódico La Repubblica describe como ‘organización revisionista y antisemita’. En el mismo artículo se lee ‘Activos en ámbitos universitarios también, los exponentes del CPE cultivan relaciones con la revista ‘Eurasia’ que presenta, entre sus redactores, personajes de orientación revisionista y antisemita. El Coordinamento Progetto Eurasia (El Coordinativo Proyecto Eurasia) ha patrocinado Eurasia por mucho tiempo y fue agradecido públicamente por Claudio Mutti en su primer comunicado editorial. Il Riformista trata difusamente de Eurasia en un artículo del 16 de diciembre de 2011 titulado: ‘ Esos, los malos maestros de la extrema derecha disfrazados por intelectuales’.